# 대한민국 민법 제243조
대한민국 민법 제243조는 차면시설의무에 대한 민법 물권법상 조문이다. 법률 제17905호로 2011년 3월 7일에 전문개정되었으며 2021년 1월 26일에 일부개정되어 시행되었다. 

## 조문
제243조(차면시설의무) 경계로부터 2미터 이내의 거리에서 이웃 주택의 내부를 관망할 수 있는 창이나 마루를 설치하는 경우에는 적당한 차면시설을 하여야 한다.

第243條(遮面施設義務) 境界로부터 2meter 以內의 距離에서 이웃 住宅의 內部를 觀望할 수 있는 窓이나 마루를 設置하는 境遇에는 適當한 遮面施設을 하여야 한다.

## 사례
- A가 살던 건물 인근에는 웨딩 촬영을 전문으로 하는 유명 사진관 건물이 있었는데, 이 건물은 전면이 유리창으로 되어 있어 밖에서도 촬영하는 모습을 볼 수 있어 A는 재택근무를 하면서 웨딩 촬영이 보이는 게 자못 신경 쓰였고, 해당 건물주를 상대로 소송을 냈지만 법원은  "원고 주택과 피고 건물 간의 거리는 직선거리 약 42.5m에 해당하는 바 두 건물이 바로 인접한 부동산이라고 보기도 어렵고, 피고에게 민법 제243조에 따른 차면시설을 설치할 법적 의무가 있다고 볼 수 없다"고 판시하였다[1]

## 비교 조문
제217조(매연 등에 의한 인지에 대한 방해금지) ① 토지소유자는 매연, 열기체, 액체, 음향, 진동 기타 이에 유사한 것으로 이웃 토지의 사용을 방해하거나 이웃 거주자의 생활에 고통을 주지 아니하도록 적당한 조처를 할 의무가 있다.

건축법 시행령 제55조(창문 등의 차면시설) 인접 대지경계선으로부터 직선거리 2미터 이내에 이웃 주택의 내부가 보이는 창문 등을 설치하는 경우에는 차면시설(遮面施設)을 설치하여야 한다.

## 같이 보기
- 차면시설
- 건축법